# یواس‌اس منگو (ای‌ان-۲۴)
یواس‌اس منگو (ای‌ان-۲۴) (به انگلیسی: USS Mango (AN-24)) یک کشتی بود که طول آن 163' 2" بود. این کشتی در سال ۱۹۴۱ ساخته شد.